# カール＝ハインツ・ビルンバッハー
カール＝ハインツ・ビルンバッハー(ドイツ語: Carl-Heinz Birnbacher、1910年5月26日 - 1991年12月5日)は、ドイツの軍人。最終階級は国防軍で海軍少佐、連邦軍で海軍少将。

## 経歴
1910年5月26日にオーストリア＝ハンガリー帝国フィラッハに生まれた。
第二次世界大戦では駆逐艦Z25やZ24の艦長を務め、騎士鉄十字章を受章した。

## 叙勲
- 国防軍勤続章
  - 四等国防軍勤続章 (1939年12月20日)[1]
- 鉄十字章[1]
  - 二級鉄十字勲章1939年章 (1940年4月9日)
  - 一級鉄十字勲章1939年章 (1940年4月20日)
- 戦傷章
  - 戦傷章黒章 (1940年5月15日)[1]
- 高速魚雷艇戦闘章
  - 高速魚雷艇戦闘章 (1940年12月16日)[1]
- ドイツ十字章
  - ドイツ十字章金章 (1942年11月10日)[2]
- 騎士鉄十字章
  - 騎士鉄十字章 (1940年6月17日)[3]
- 自由十字勲章（英語版） (1941年11月4日)[1]
- ドイツ連邦共和国功労勲章 (1970年9月)[1]